# Futurama
 Futurama  je ameriška animirana znanstvenofantastična televizijska serija. Ustvaril jo je avtor Simpsonovih, Matt Groening. Serija govori o newyorškem raznašalcu pice, Philipu J. Fryu, ki se je nekaj sekund pred letom 2000 zamrznil za 1000 let in odmrznil v Novem New Yorku nekaj sekund pred letom 3000.
V ZDA so serijo vrteli od 28. marca 1999 do 10. avgusta 2003 na FOX-u. Po ukinitvi leta 2003 so jo vrteli na Cartoon Networkovem Adult Swimu od januarja 2003 do decembra 2007. Po izteku pogodbe so jo obudili kot štiri DVD filme, ki so izšli med letoma 2007 in 2009. Comedy Central jo je začel vrteti 2. januarja 2008. Filme so razrezali v 4 epizode, dodali nove prizore in jih začeli vrteti od 23. marca 2008.
Zaradi uspešne prodaje DVD fimov in visoke gledanosti ponovitev, se je serija 24. junija 2010 vrnila na televizijo. Druga polovica sedme sezone bo ponovno na sporedu junija 2013 na Comedy Centralu.

## Liki in igralci
Futurama je bolj pisarniška situacijska komedija, ki se predvsem ostedotoča na podjetje Planet Express in njihove zaposlene. Epizode večinoma vsebujejo trio glavnih likov: Fry, Leela in Bender.
Philip J. Fry (Billy West)
Fry je preprost, nezrel in neurejen dostavljalec pic, ki se je zamrznil tik pred 1. januarjem 2000 in se odmrznil nekaj sekund pred 1. januarjem 3000. Službo dobi kot dostavljalec tovora pri Planet Express, podjetju v lasti njegovega edinega živečega sorodnika (in nečaka), profesorja Huberta J. Farnswortha. Že od prve epizode je namignjena ljubezen do Leele. Po spletu okoliščin v epizodi »Roswell That Ends Well« postane svoj dedek. Zato nima delta možganskih valov in je imun na Brainspawne.
Turanga Leela (slovensko Lela)  (Katey Sagal)
Leela je sposobna enooka kapitanka ladje Planet Express. Starši so se ji kot otroku odpovedali, zato je odrasla v Cookievillepvi minimalni varnostni sirotišnici. Sprva je mislila, da je nezemljan, vendar je kasneje zvedela, da je mutant iz kanalizacije. Preden je postala kapitanka ladje, je delala v laboratoriju za zamrzovanje, kjer je spoznala Frya.
Bender (slovensko Krivic) Bending Rodriguez (John DiMaggio)
Bender je alkoholični, cigarokadilski, kleptomanični, nezaupljiv ljudem, sebičen, vzkipljiv robot. Sprva je bil programiran za krivljenje drogov za samomorilske komore, kasneje kuhar na ladji (kljub temu, da nima okusa). Je Fryev najboljši prijatelj in sostanovalec. Globoko v sebi bi rad postal pevec ljudske galsebe in kuhar. Narejen je bil v Mehiki.
Professor Hubert J. Farnsworth (Billy West)
Star je več kot 160 let. Je Fryev oddaljen nečak in najbližji sorodnik. Ustanovil je Planet Express, da bi financiral svoje nore eksperimente in poskuse. Znan je po frazi Dobre novice, vsi, kateri po navadi sledijo zelo slabe novice ali pa skoraj-samomorilske naloge. Da bi imel naslednika, se je kloniral in ustvaril Cubeta Farnsworha in z njim ravna kot s sinom.
Dr. John A. Zoidberg (Billy West)
Zoidberg je raku podoben nezemljan s planeta Decapod 10 in zdravnik v Planet Expressu. Sam trdi, da je strokovnjak o ljudeh, ampak je njegovo znanje o človeški anatomiji nično. Je brezdomec in nima denarja. Kljub temu, da je profesorjev stari prijatelj, ga vsi zatirajo, razen Fry.
Amy Wong (Lauren Tom)
Amy je zelo bogata, nevedna in razvajena stažistka pri Planet Expressu. Je študenka inženirstva na Mars Univerziteti. Njeni starši so lastniki zahodne poloble planeta Mars. Etnično je kitajka in preklnja v kantonščini. Govori tudi sleng 31. stoletja. Ima partnerja Kifa Krokerja.
Hermes Conrad (Phil LaMarr)
Hermes je jamajški računovodja pri Planet Expressu. Je birokrat 37. stopnje (med serijo povišan v 34. stopnjo) in ponosen na svoje delo. Hermes je tudi nekdanji olimpijski prvak v limbu. Limbo je opustil po OI 2890, ko ga je mlad oboževalec poskušal oponašati in si zlomil hrbet.
Zapp Brannigan (Billy West)
Zapp sicer ni del ekipe Planet Expressa, vendar se pogosto pojavlja v seriji. Zapp je nesposoben, nepremišljen, egocentričen kapitan DOOPove ladje Nimbus. Ljubi Leelo, vendar ga le-ta ne mara, ker je neumen. Je parodija na kapitana Kirka in Williama Shatnerja (ki je igral Kirka v seriji Zvezdne steze).
Kif Kroker (Maurice LaMarche)
Zappov 4. poročnik in trpeči osebni pomočnik. Izpolnjevati mora vse Zappove nesmiselne, nevarne in neumne ukaze. Je bolj plah, vendar zbere pogum in začne hoditi z Amy.
Nibbler (Frank Welker)
Leelin hišni ljubljenček s planeta Niblonija. Njegova rasa je v velikosti hišne mačke, vendar so zmožni jesti tudi do tisočkrat večje živali. Iz hrane, ki jo pojé, naredi temno snov (gorivo za vesoljske ladje). Večino časa zgleda prikupen in neumen, vendar je zelo inteligentno superbitje. Njegova rasa skrbi za vzdrževanje reda in ravnovesja v vesolju. V epizodi Why of Fry je razkrito, da je ravno on odgovoren za Fryevo zamrznitev.

## Produkcija

### Izdelave epizode
Za izdelavo ene epizode je potrebnih šest do devet mesecev. Zato so deleli na več epizodah vzporedno.
Vsako epizodo so začeli scenaristi v skupini, ki so se dogovarjali o vsebini. Potem so naredili obris in kasneje scenarij. Ko so končali prvi približek, so se producenti, scenaristi in igralci zbrali pri prebiranju scenarija. Po tem so ponovno napisali scenarij preden so ga poslali v animacijski studio. Takrat se začne tudi snemanje glasov.
Za animacijo je bil zadolžen Rough Draft Studios, pri katerem je Groening vztrajal. Studio je dobil končan scenarij in je narisal 1000 slični storyboard. Tega so poslali sesterskemu studiu v Koreji, ki je izdelal končno epizodo s 30 000 sličicami.

### Predvajanje
Ko je prišlo do odločanja, kdaj naj bi se Futurama predvajala, sta Groening in Cohen vztrajala, naj se Futurama predvaja ob 20.30 uri, takoj po Simpsonovih. Televizija tega ni odobrila, zato je ponudila, da bi v nedeljo predvajali dve epizodi, preden bi jih postavili v stalen termin v torek.
Drugo sezono so dali v termin ob 20.30 uri, vendar so jo na sredi sezone premaknili na 19. uro. Ob tej uri pa so pogosto morali premakniti predvajanje, zaradi športnih dogodkov. Tako pa so scenaristi delali več kot leto vnaprej.

### Gledanost
Premiera Futurame ob 20.30 uri v nedeljo je pritegnila 19 milijonov gledalcev in dobila 11. mesto po gledanosti in celo prehitela Simpsonove Naslednji teden ob istem času je bila gledanost 14 milijonov gledalcev. Zato so jo premaknili v torek ob 20.30 uri. Takrat je bila gledanost 8.85 milijonov gledalcev.

### Ukinitev
Zaradi športnih dogodkov je bila Futurama predvajana neredno. Tako je bilo težko predvideti naslednje predvajanje. FOX-ovi direktorji tudi niso podpirali serije. Tako se se odločili, da prenehajo kupovati nove epizode sredi četrte sezone.

### Predvajanja
Leta 2002 je Cartoon Network odkupil pravice za predvajanje Futurame kot del programa na Adult Swimu za 10 milijonov dolarjev.
Po izteku pravic za predvajanje na Adult Swimu, je Comedy Central leta 2005 odkupil pravice za predvajanje Futurame. To je bil njihov najdražji nakup pravic. Predvajajo jo takoj po South Parku.
V Sloveniji sta bili predvajani prva in druga sezona na drugem programu RTV Slovenije.

### DVD filmi
Ko je Comedy Central odkupil pravice za predvajanje, je FOX izrazil možnost, da bi naredili tudi nove epizode. Pogajanja so že potekala z možnostjo izdelave dveh ali treh DVD filmov. Ko je Comedy Central naročil šestnajst novih epizod, so se odločili za štiri DVD filme.
Filmi:
- Bender's Big Score (ni izšel v Sloveniji)
- The Beast with Billion Backs (Zver z milijardo tipalk)
- Bender's Game (Benderjeva igra)
- Into the Green Wild Yonder (Potovanje v divji zeleni svet)

Vsak DVD film so razdelili na štiri dele, jih rahlo spremenili in dodali nove prizore, da bi delovale kot posamične večdelne epizode.

### Oživitev
Ker je bil film V divjo zeleno prostranost zadnji, je bil mišljen kot finale serije.
9. junija 2009 pa je bilo potrjeno, da se Futurama vrača sredi leta 2010 s 26 novimi epizodami.
26 novih epizod so razdelili na 2 sezoni po 13 delov. Prva sezona obujene serije je požela najvišjo gledanost v zgodovini Comedy Centrala, premagala je celo South Park.
Serija je bila julija 2010 tudi vpisana Guinessovo knjigo rekordov kot najbolje kritično priznana serija na svetu.